# Joshua Nkomo

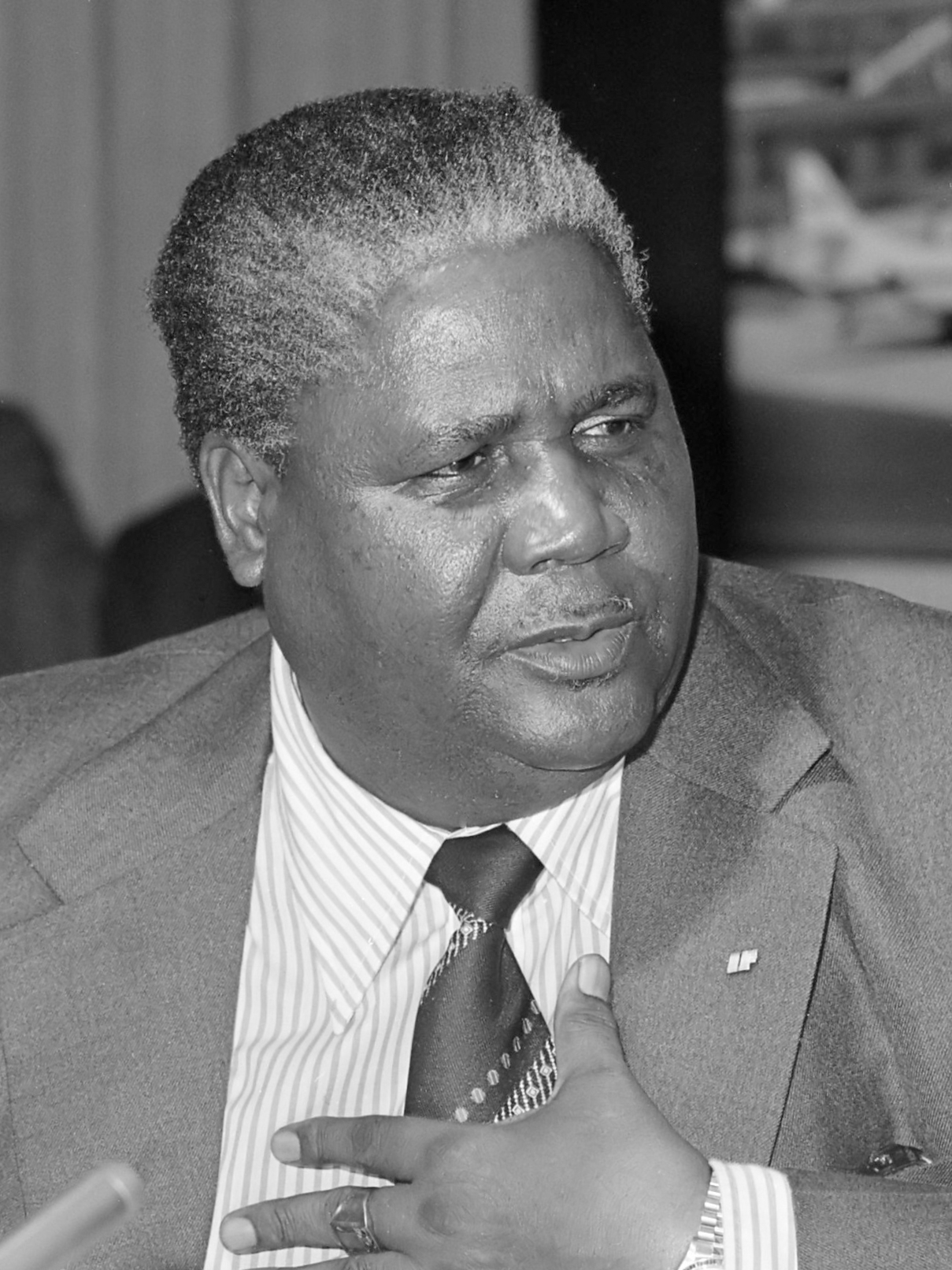
Joshua Nkomo in 1978

Joshua Mqabuko Nyongolo Nkomo (Matabeleland, 19 juni 1917 – Harare, 1 juli 1999) was een Zimbabwaans nationalistisch leider en marxistisch theoreticus.
Nkomo was de zoon van een zendeling. Hij studeerde aan de Fort Hare University waar hij onder anderen Nelson Mandela ontmoette. Na zijn studie werkte hij voor de Afrikaanse vakbeweging in het toenmalige Zuid-Rhodesië. In 1948 werd hij voorzitter van een spoorwegvakbond voor Afrikanen. Later bezocht hij andere Afrikaanse landen en conferenties van Afrikaanse nationalisten. Hij bezocht onder andere Ghana, de eerste Britse kolonie die onafhankelijk was geworden.
In de jaren vijftig richtte Nkomo de Nationaal Democratische Partij (NDP) op, waar Robert Mugabe zich in 1960 bij aansloot. De NDP werd spoedig daarna door de Rhodesische regering Zuid-Rhodesië verboden nadat de NDP de bevolking intimideerde. Nkomo en Mugabe richtten daarna de Zimbabwe African Peoples Union (ZAPU) op. 
De ZAPU werd in 1964 door Ian Smith, de premier van Rhodesië, verboden. De ZAPU bleef echter ondergronds voortbestaan en won aan populariteit. De ZAPU begon een gewapende strijd tegen het blanke minderheidsregime van Smith. Mugabe scheidde zich echter om etnische redenen van de ZAPU af (hij is een Shona, Nkomo een Noord-Ndebele) en sloot zich aan bij de Zimbabwe African National Union (ZANU) van dominee Ndabaningi Sithole. Mugabe greep de macht binnen de ZANU in 1975. Nkomo en Mugabe werden rivalen die soms samenwerkten en soms elkaar bestreden.
In 1964 werden Nkomo, Mugabe en Sithole gevangengezet. Onder druk van premier Vorster, de Zuid-Afrikaanse premier, werden de drie in 1974 vrijgelaten. Nkomo week uit naar Zambia vanwaar hij de strijd tegen de Rhodesische regering voortzette. Nkomo kon rekenen op de steun van de Zambiaanse president Kenneth Kaunda, en omdat hij marxist was, ook op de steun van de Sovjet-Unie en de Oost-Europese landen. Mugabe kreeg steun uit 'rood' China.
In 1979 waren er algemene verkiezingen en de UANC, de partij van bisschop Abel Muzorewa, een gematigd nationalistisch leider, won en hij werd de eerste zwarte president. Zowel Nkomo als Mugabe ging hier niet mee akkoord. Pas na Britse interventie gingen Nkomo en Mugabe rond de tafel zitten. Mugabe en Nkomo sloegen de handen ineen en hun beide partijen fuseerden tot Zimbabwaanse Afrikaanse Nationale Unie – Patriottisch Front. Het zogenaamde 'Lancaster House Akkoord', dat eind 1979 tot stand kwam, voorzag in vrije verkiezingen in februari 1980.
De verkiezingen van 1980 werden gewonnen door ZANU-PF en Zimbabwe verkreeg haar onafhankelijkheid met Mugabe als premier. Nkomo werd niet in het kabinet van Mugabe opgenomen. In 1982 werd hij gearresteerd op beschuldiging van het smeden van een complot tegen de regering van Mugabe. Mugabes troepen vielen Matabeleland, de thuisbasis van Nkomo, binnen en ontwapenden de zogeheten 'vijfde colonne' van Nkomo. Hierbij zijn 20.000 Noord-Ndebele vermoord. Nkomo werd niet verder vervolgd. 'Big Josh' – hij woog toen 150 kilo – vluchtte naar Groot-Brittannië.
Nkomo, vicepresident inmiddels, zweeg over de schendingen van de mensenrechten in 'zijn' Matabeleland. De mensenrechtencommissie van de katholieke kerk deed een eigen onderzoek en bracht daar in 1997 een schokkend rapport over uit. Tot verbijstering van de hoofdonderzoeker, Mike Auret, reageerde Nkomo niet eens. Matabeleland wordt aan zijn lot overgelaten.
Van het prestige van de 'Oude Leeuw', een van Nkomos's vele bijnamen, bleef niets over. Hij verwierf grote landerijen, gebruikmakend van zijn positie. De Ndebele beschouwden hem inmiddels als een zakkenvuller, die zich door Mugabe had laten omkopen. Nkomo zelf hield zich op de achtergrond. In de laatste jaren voor zijn dood was hij al erg ziek, hij leed aan prostaatkanker en was dement geworden.